# تشتشة
التشتشة ظاهرة صوتية حديثة وهي قلب الكاف «تش» مدغمة، نحو: تشلب (كلب)، علتش(علك). وتختلف عن الكشكشة إذ إن الكشكشة قلب كاف المخاطبة فقط. وهذه الظاهرة مسموعة في العراق، والكويت، وشرق الجزيرة العربية.

## تاريخ المصطلح
سكَّ هذا المصطلح مجمع اللغة العربية الافتراضي في قراره السابع عشر، وكان بتاريخ سبعة حزيران 2015